# Ufhusen
Ufhusen (toponimo tedesco) è un comune svizzero di 934 abitanti del Canton Lucerna, nel distretto di Willisau.

## Geografia fisica
Il territorio di Ufhusen si estende in un'area collinare al confine con il Canton Berna.

## Storia

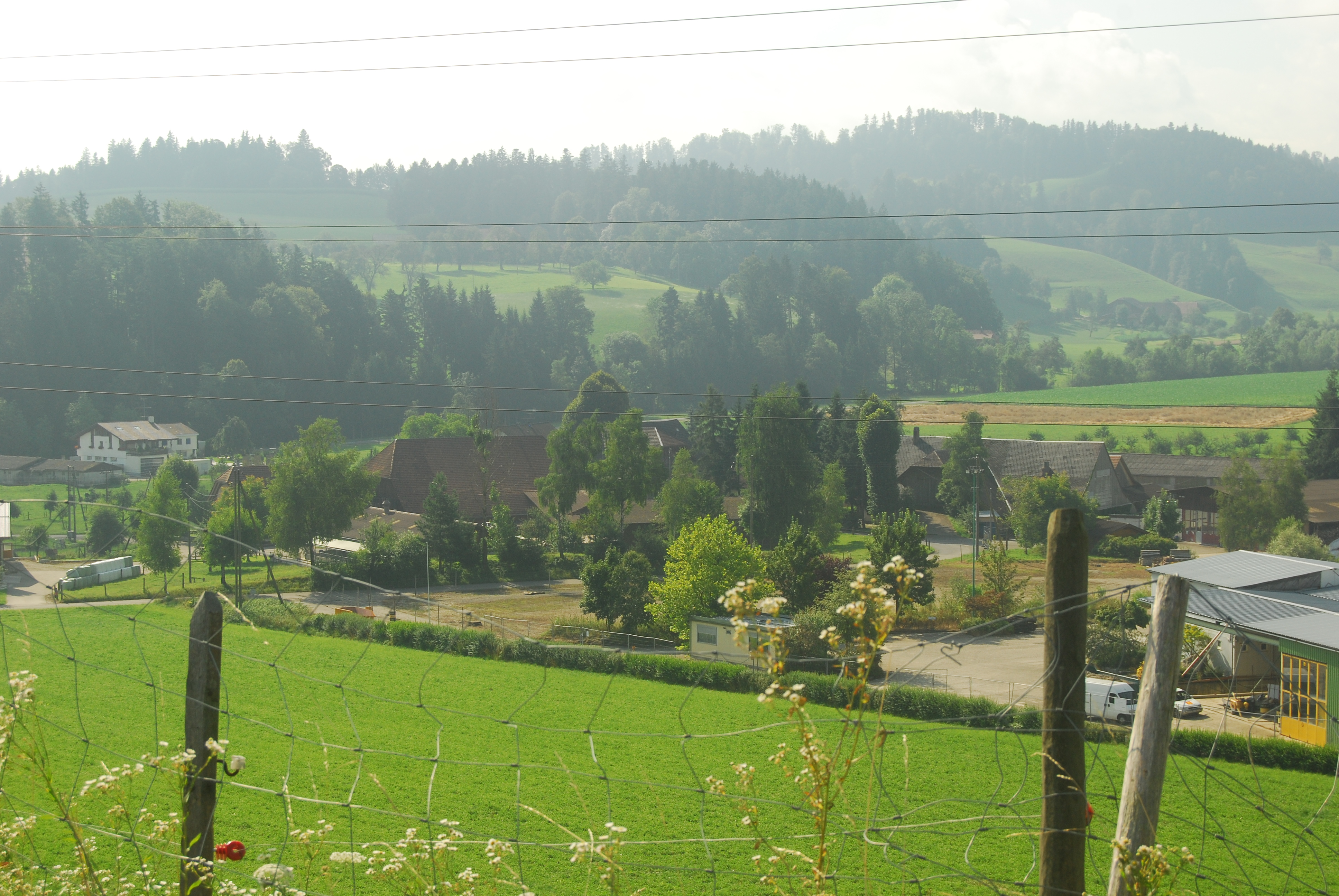
Ruefswil

La località di Ruefswil fu aggregata a Ufhusen nel 1821, quella di Hilferdingen nel 1830.

## Monumenti e luoghi d'interesse
- Chiesa parrocchiale cattolica di San Giovanni, eretta nel 1778-1784 da Jakob Singer[3];
- Rovine della fortezza di Ufhusen, attestata dal 1563[3].

## Società

### Evoluzione demografica
L'evoluzione demografica è riportata nella seguente tabella:
Abitanti censiti

## Economia
L'economia locale si basa prevalentemente sul settore primario e sul pendolarismo in uscita verso Huttwil.